# 乗丹坊
乗丹坊（じょうたんぼう、生年不詳 - 1182年）は、平安時代末期の僧。
陸奥国会津慧日寺の衆徒頭の地位にあった。「城丹坊」と記載されている史料もあり、越後城氏の一族という説もある。平安時代末期の慧日寺は「寺僧300、僧兵数千」ともいわれるほどの隆盛を誇っていた。また、越後城氏とも深い結び付きをもっており、承安2年（1172年）、城資永は乗丹坊へ越後国東蒲原郡小川庄（現在の新潟県阿賀町付近）を寄附している。小川庄一帯はこれ以降明治19年（1886年）に新潟県に編入されるまで、越後国でありながら会津領主の支配地となった。養和2年（1182年）、城助職は木曾義仲追討のため信濃国へ出陣し、乗丹坊は会津四郡の兵を引き連れて助職の援軍に駆けつけた。しかし、横田河原の戦いで助職は義仲に敗れ、乗丹坊はこの戦いで戦死した。これ以後、慧日寺は急速に衰退していくこととなった。慧日寺跡に乗丹坊の墓といわれる供養塔がある。